# Братська любов
«Братська любов» (англ. Country Dance, відома як Brotherly Love у США та The Same Skin у Британії) — британо-американська драма 1970-го року режисера Дж. Лі Томпсона з Пітером О′Тулом та Сюзанною Йорк. Фільм заснований на романі Джеймса Кенневея «Домашні привиди» (1961), у 1967 році за мотивами роману також було створено триактну п′єсу.

## Сюжет
Шотландський фермер-аристократ Чарльз «Пінк» (від Пінкертон) Ферґюсон (Пітер О'Тул) керує фермою разом зі своєю сестрою Гіларі (Сюзанна Йорк). Гіларі одружена, але живе окремо від чоловіка, який не бажає терпіти витівки «вічно напівп'яного» «Пінка». Гіларі дуже страждає через це, але не може покинути брата, який, випивши, стає часом просто нестерпним. Вона шукає втіхи у обіймах випадкових чоловіків, але це не допомагає. Гіларі вирішує повернутися до чоловіка, залишивши «Пінка» самого на фермі. Дізнавшись про це, «Пінк» вчиняє спробу самогубства на полюванні, стріляючи з рушниці, але потрапляє собі у вухо. Гіларі залишається з братом на фермі, вирішує покінчити з його пияцтвом, викинувши всі пляшки з алкоголем і таблетки, які він приймає. Та це не покращує ситуацію. Бажаючи повернутись до чоловіка і будучи доведеною до відчаю, Гіларі звертається до психіатричної лікарні «Монреаль Хаус», де колись вже лікувався її брат. У день, коли по «Пінка» приїздять з лікарні, він втікає до амбару. Гіларі наздоганяє його, і він зізнається їй у коханні. Чоловік Гіларі Даглас (Майкл Крейг) знаходить їх і у грубій формі висміює почуття «Пінка». В останній сцені Гіларі підписує папери у психіатричній лікарні.

## У ролях
- Пітер О’Тул — Чарльз «Пінк» Ферґюсон
- Сюзанна Йорк — Гіларі Дав
- Майкл Крейґ — Даглас Дав
- Гаррі Ендрюс — бригадир Кріфф
- Сіріл Кьюсак — доктор Мейтленд
- Джуді Корнуелл — Розі
- Брайан Блессід — Джек Бейрд
- Роберт Еркарт — аукціоніст